# Crocidura gracilipes
Crocidura gracilipes är en däggdjursart som beskrevs av Peters 1870. Crocidura gracilipes ingår i släktet Crocidura och familjen näbbmöss. IUCN kategoriserar arten globalt som otillräckligt studerad. Inga underarter finns listade i Catalogue of Life.
Denna näbbmus beskrevs av Peters i boken Auf der Reise nach dem Kilimandscharo. Det är inte förtecknat var den upptäcktes men det är otroligt att den lever på Kilimanjaro. Antagligen förekommer den någonstans vid Tanzanias kust.